# Ionică Tăutu
Ionică Tăutu- (1798 Cerchejeni, Botoșani-1830) comis, scriitor  iluminist din principatul Moldovei, purtător de cuvânt al boierilor mijlocii și mici.
În opera tânărului scriitor, contemporan al lui Gheorghe Asachi, se resimte revolta împotriva oligarhiei marilor boieri străini. Alături de Ioan Sturdza, vornicul Gheorge Cuza, vornicul Iordache Râșcanu, banul Grigore Ghica, banul Brâncoveanu, vornicul Neculai Golescu, a făcut parte din solia de 13 boieri moldoveni și munteni trimisă la Constantinopol în primăvara anului 1822 pentru a cere Înaltei Porți domni pământeni și schimbarea legilor care îi favorizau pe boierii străini. Această acțiune a adus în Principate după lunga perioadă fanariotă, din nou domni pământeni și a limitat drepturile boierilor străini.Ioniță Sturdza a fost numit domn în Moldova iar Grigore Ghica în Muntenia.
A participat la elaborarea proiectului primei constituții românești, numită a "cărvunarilor". Scrieri de filozofie. Traduceri din Volney(Constantin François de Chassebœuf), contribuind la înfiriparea preromantismului în Moldova. Precursor al pașoptiștilor.

## Opera
- Memoriul cărvunarilor
- Strigarea norodului cătră boierii pribegiți și cătră mitropolitul (1821)
- Cuvânt al unui țăran cătră boieri